# Université Queen's
Pour les articles homonymes, voir Queen's.
Ne doit pas être confondu avec Université Queen's de Belfast.

Drapeau.

L'Université Queen's (en anglais Queen's University ou Queen's, anciennement Queen's College) est une université publique se trouvant au bord du lac Ontario à Kingston (Ontario), Canada. Elle a été fondée le 16 octobre 1841.
En 2010, l'université compte quelque 13 000 étudiants de premier cycle à temps plein et quelque 2 500 étudiants de deuxième et troisième cycles. Les étudiants de premier cycle peuvent étudier les sciences humaines, les sciences naturelles, le génie et le commerce. Queen's offre des programmes de deuxième et troisième cycle dans les mêmes domaines, auxquels s'ajoutent les écoles de médecine et de droit.

## Histoire

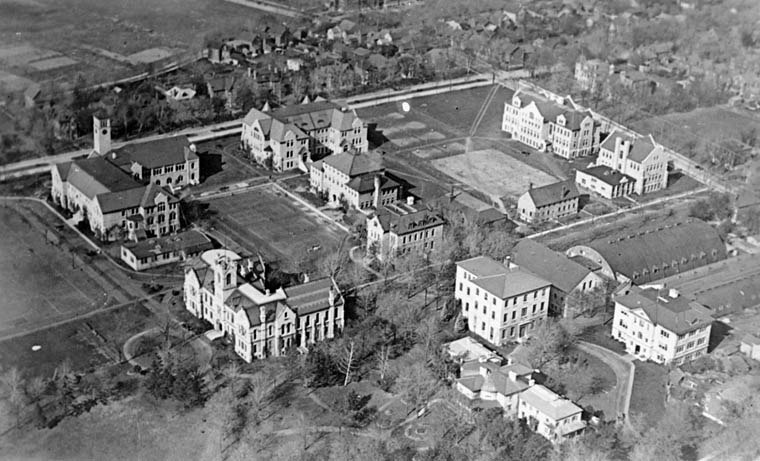
L'université Queen's en 1919.

Le collège est fondé par l'Église presbytérienne écossaise, pour former des pasteurs. Sa charte de fondation est accordée par la reine Victoria en 1841. Elle ouvre le 7 mars 1842 avec treize étudiants et deux professeurs. En 1869, elle accepte les premières femmes étudiantes, puis fonde une faculté de médecine ouverte aux femmes en 1883. En 1912, Queen's renonce à son affiliation à l'Église presbytérienne et prend son nom actuel.
En 2008, l'université prend possession du site de l'ancienne prison des femmes de Kingston.

## Sport
L'équipe de hockey sur glace de l'université est connue pour être la première équipe à avoir provoqué en « duel » une autre équipe pour la Coupe Stanley en 1895,1900 et 1906.[réf. nécessaire]

## Personnalités liées à l'université

### Étudiants
- Ella Blaylock Atherton (en), physicienne américaine
- Robert Laird Borden, personnalité politique canadien
- Norihito de Takamado prince japonais
- Helen Levine, travailleuse sociale canadienne
- Arthur B. McDonald, physicien canadien
- Jay Malinowski et Eon Sinclair, musiciens du groupe Bedouin Soundclash.
- Elon Musk, entrepreneur sud-africain
- James Fraser Stoddart, chimiste écossais
- Liette Vasseur, biologiste canadienne, présidente de la Commission canadienne de l'UNESCO
- Christopher Viehbacher, dirigeant d'entreprise germano-canadien[1].
- Julielynn Wong, médecin, scientifique et dirigeante d'entreprises canadienne.
- Kathleen Wynne, femme politique canadienne